# Планинарски дом Железничар
Планинарски дом Железничар се налази на Фрушкој гори, на Поповици (Сремска Каменица), поред домова Црвени Чот и Медицинар.
Власниство је ПСД „Железничар” из Новог Сада. Дом је зидана приземна зграда са трпезаријом, кухињом и три собе и терасом са погледом на Нови Сад. Дом има електричну струју, а пијаћом водом се снабдева из цистерне. Греје се помоћу каљевих пећи на тврдо гориво. Дом има домара и стално је отворен. 
Прекопута дома је ливада на којој је стартно место Фрушкогорског маратона.